# Buccinum terraenovae
Buccinum terraenovae is een slakkensoort uit de familie van de Buccinidae. De wetenschappelijke naam van de soort is voor het eerst geldig gepubliceerd in 1869 door Beck in Mörch.